# Lac Alma
Lac Alma är en sjö i Kanada.   Den ligger i regionen Saguenay–Lac-Saint-Jean och provinsen Québec, i den östra delen av landet, 600 km nordost om huvudstaden Ottawa. Lac Alma ligger 408 meter över havet. Arean är 2,3 kvadratkilometer. Den sträcker sig 4,0 kilometer i nord-sydlig riktning, och 2,0 kilometer i öst-västlig riktning.
I omgivningarna runt Lac Alma växer i huvudsak blandskog. Trakten runt Lac Alma är nära nog obefolkad, med mindre än två invånare per kvadratkilometer.